# سيمون دي مونتفورت

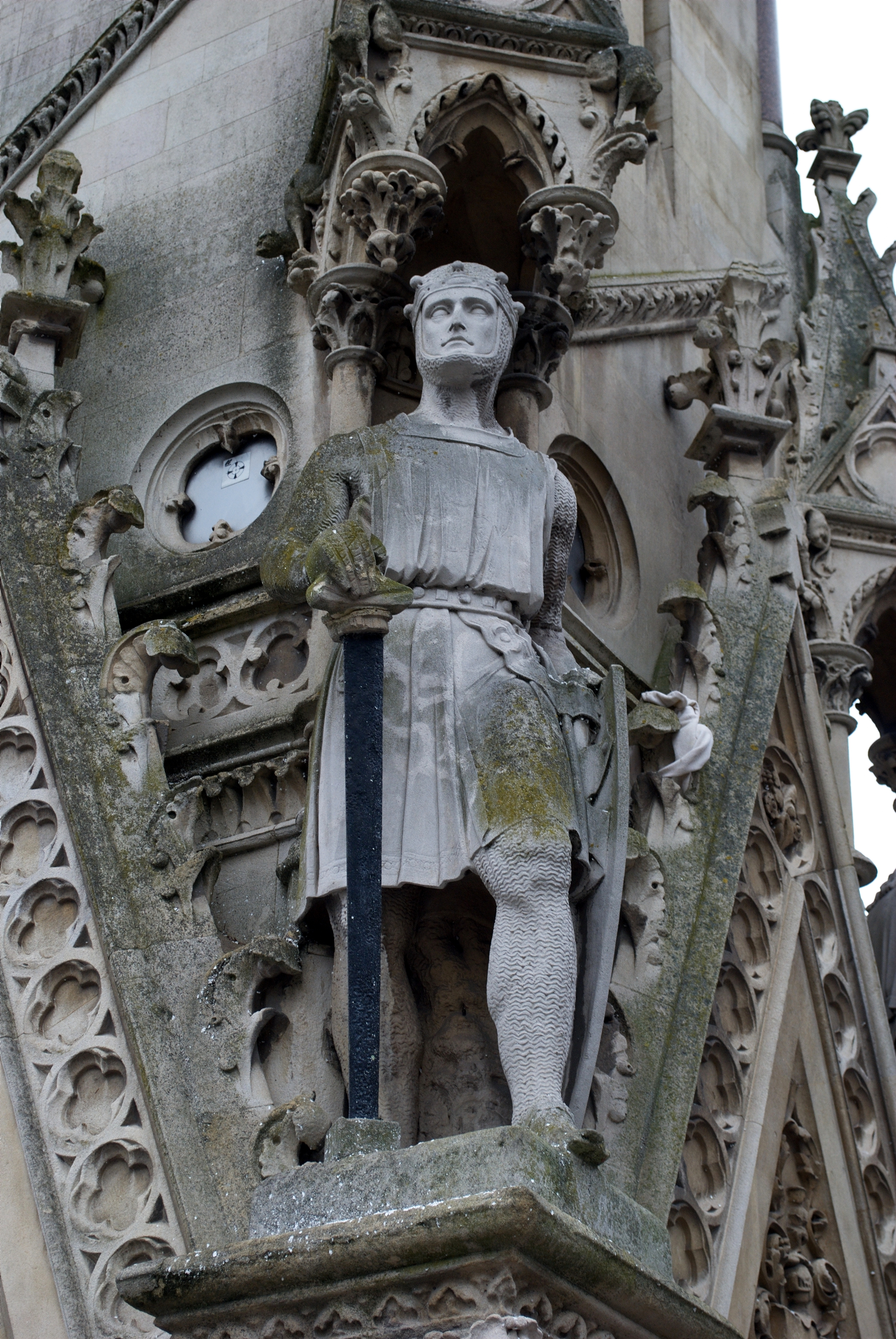
تمثال ادي مونتفورت في برج هايماركت في ليستر

 سيمون دي مونتفورت  (23 مايو 1208 - 4 أغسطس 1265)، سادس إيرلات ليستر وأول إيرلات تشيستر. يعرف أحيانًا باسم  سيمون دي مونتفورت الخامس  للتمييز بينه وبين الآخرين يحملون نفس الاسم، وهو نبيل فرنسي-إنجليزي. قاد تمرد البارونات ضد الملك هنري الثالث خلال حرب البارونات الثانية، وأصبح في وقت لاحق حاكم مملكة إنجلترا الفعلى.
خلال فترة حكمه، انتخب البرلمان لأول مرة عن طريق الانتخاب المباشر في أوروبا في القرون الوسطى، وهو ما دعى  برلمان دي مونتفورت . لهذا السبب، يعتبر دي مونتفورت اليوم واحدًا ممن وضعوا أسس البرلمانية الديمقراطية الحديثة. وبعد حكم دام أكثر من عام واحد فقط، قتل دي مونتفورت أمام القوات الموالية للملك في معركة إيفشام.
يعد دي مونتفورت اليوم أحد آباء الديمقراطية الحديثة، لدعوته أول برلمان منتخب انتخابًا مباشرًا. خلد اسمه أيضًا كون روجر جودبيرد أحد ضباطه الذين نجوا من معركة إيفشام، حارب وعاش حياة اللصوص أو المتمردين في منطقة غابة شيروود، حتى تم اعتقاله في عام 1272. ويعتقد أن جودبيرد هو الشخصية التي نسجت حولها أسطورة روبين هود. كما وصف نابليون بونابرت سيمون دي مونتفورت، بأنه «واحد من أعظم الإنجليز».